# Retrostellung

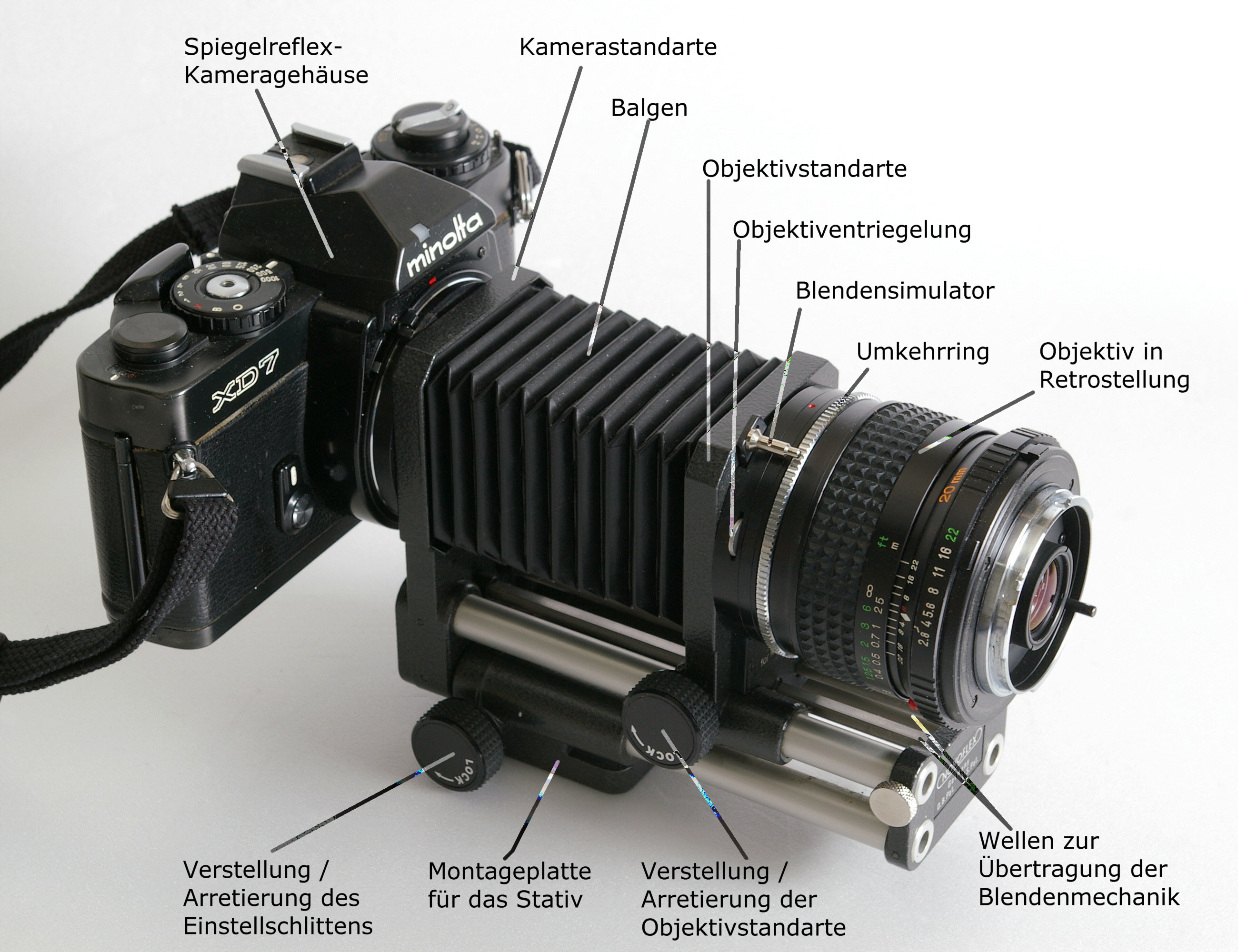
Objektiv in Retrostellung an einer Kamera mit Balgengerät montiert

Die Retrostellung ist eine Technik in der Makrofotografie, bei der das Objektiv – meist mit Hilfe eines Umkehrrings (auch Retroring oder Retroadapter genannt) – in umgekehrter Position auf die Kamera montiert wird, sodass, statt seines Bajonetts, sein Filtergewinde zur Kamera weist. Das Objektiv wird dann gelegentlich auch als Retroobjektiv bezeichnet.
Weil dabei der Abstand der Linse zum Film/Sensor ähnlich wie bei Zwischenringen oder einem Balgengerät verlängert wird, tritt ein lupenähnlicher Effekt auf. Der Abstand der Fokussierung wird dabei verringert, und Nahaufnahmen sind mit dieser Technik sehr kostengünstig möglich. Am besten geeignet sind Normalobjektive. Weitwinkelobjektive ermöglichen bei gleicher Auszugsverlängerung eine stärkere Vergrößerung, der Einsatz von Teleobjektiven ist nicht sinnvoll. Bei Abbildungsmaßstäben über 1:1 hinaus wird in der Retrostellung bei asymmetrisch konstruierten Objektiven eine bessere Bildqualität gegenüber der normalen Montage erreicht.
Ähnlich lassen sich auch zwei Objektive mit Hilfe eines Kupplungsringes an ihren jeweiligen Filtergewinden zusammenfügen. Das in Retrostellung vorgesetzte zweite Objektiv wirkt in diesem Fall optisch als Nahlinse.

## Funktionsweise

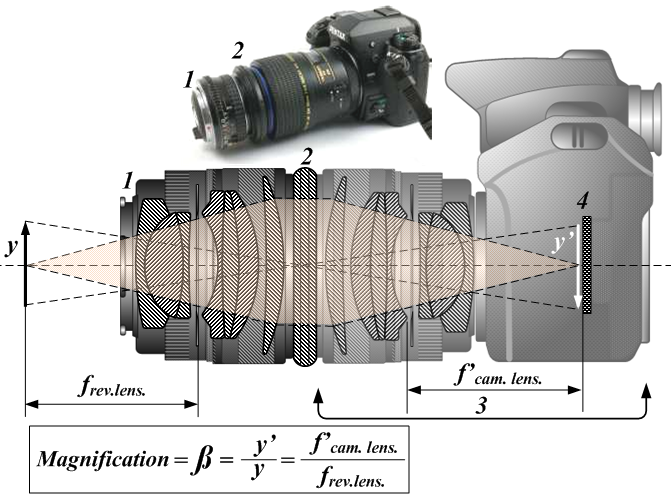
Optisches Schema der Makrofotografie mit vorgesetztem Objektiv in Retrostellung

Der Fokuspunkt bzw. die Schärfeebene bei einem Objektiv liegt, technisch bedingt, näher an der Hinterlinse, als an der Vorderlinse. Dies ist so, weil die Film- bzw. Sensorebene in der Regel näher am Objektiv liegt. Beim Fokussieren eines Objektives wird, in der Normalstellung, die Schärfeebene verschoben, bis sich diese in der gewünschten Entfernung befindet. Dann hat man „scharfgestellt“.
Wenn man nun ein Objektiv in der Retrostellung verwendet, so kann man ein Objekt, das nun in der Schärfeebene des Sensors liegt, größer abbilden, da es näher an der jetzigen Frontlinse liegt. Für diesen Fall ist es meist qualitativ günstiger, das Objektiv zu drehen, da seine Korrekturrechnungen für eine minimale Aufnahmedistanz von 35 bis 50 cm gerechnet wurden und in Normalposition des Objektivs die Verzerrungen bzw. Abbildungsfehler größer würden als in Retrostellung.
Bei der Verwendung von Nahlinsen werden weitere Glaselemente in den Lichtgang eingefügt. Dies kann das Bild verschlechtern. Hier ist der Retroring im Vorteil, da hier keine weiteren Glaselemente in den Lichtgang eingefügt werden. Allerdings ist man mit einem Retroring alleine nicht so flexibel mit dem Abbildungsmaßstab. Erst in Verbindung mit einem Balgengerät oder Zwischenringen kann man diesen variieren. Diesen kann man mit verschiedenen Nahlinsen gut verändern.

## Genutzte Objektive

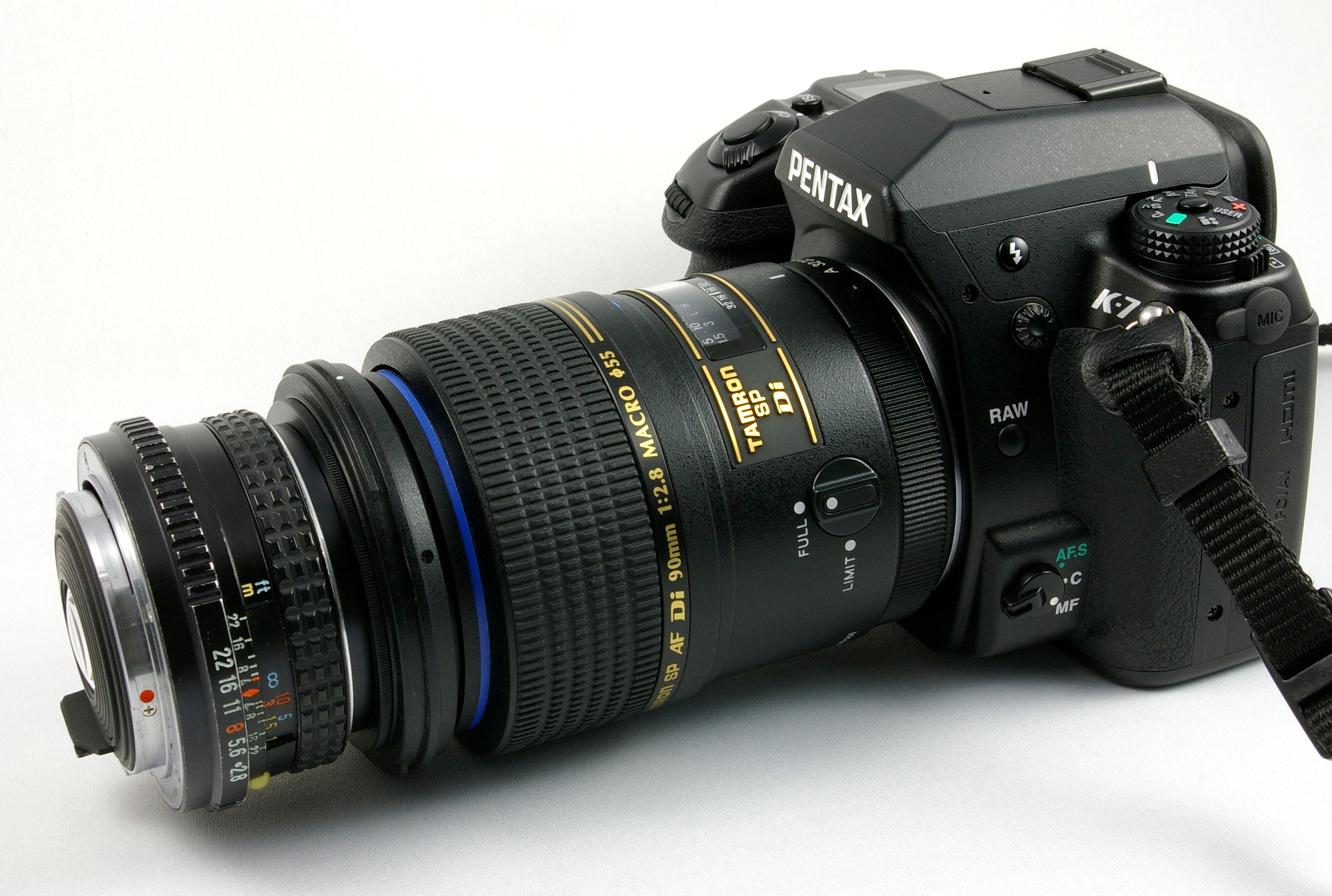
Weitwinkelobjektiv in Retrostellung vor einem Makroobjektiv; diese Kombination verdreifacht den Abbildungsmaßstab gegenüber dem Makro allein

Normalobjektive, Teleobjektive und Weitwinkelobjektive unterscheiden sich hauptsächlich in ihrem Bildwinkel. Dieser ist maßgeblich durch die Brennweite bedingt. Da nun der vorherige Aufnahmewinkel des Objektivs auf den Film bzw. Sensor zeigt, wird an dieser Stelle das Objekt dementsprechend größer oder kleiner dargestellt. Ebenfalls ist die letzte Linse dieser Objektive bei den Weitwinkelobjektiven näher an der Film- bzw. Sensorebene als bei Teleobjektiven. Daher steht das Objekt bei Teleobjektiven weiter von der Linse weg als bei Weitwinkelobjektiven. Aus beiden Gründen ergibt es sich, dass mit einem Weitwinkelobjektiv das Objekt größer dargestellt werden kann als mit einem Teleobjektiv. Daher erhält man mit einem Weitwinkelobjektiv einen größeren Abbildungsmaßstab als mit einem Normalobjektiv. Folgende Abstufung lässt sich diesbezüglich feststellen:
Weitwinkelobjektiv > Normalobjektiv > Teleobjektiv
In der Praxis werden häufig auch ältere Objektive in Retrostellung benutzt, da diese noch eine manuelle Blendeneinstellung erlaubten, im Gegensatz zu modernen Digitalobjektiven, bei denen die Blendeneinstellung nur über die Kamerasoftware möglich ist.

## Nutzung Balgengerät/Zwischenringe
Normalerweise ist ein Retroring nicht allein im Einsatz, sondern wird in Kombination mit Zwischenringen oder einem Balgengerät eingesetzt, um dem Objektiv zur Kamera einen festen oder einstellbaren Abstand, das heißt die richtige Bildweite für den beabsichtigten Aufnahmemaßstab zu geben. Durch diese Geräte vergrößert sich die Fläche auf der Film- bzw. Sensorebene, wenn man das Objektiv von der Kamera wegschiebt. Daraus resultierend vergrößert sich die Abbildung des Objektes auf der Film- bzw. Sensorebene. In Retrostellung hat dies nun zur Folge, dass sich diese Fläche mehr vergrößert, als das dies in Normalstellung der Fall wäre. Daher kann man mit einem Objektiv in Retrostellung und an einem Balgengerät/Zwischenring noch wesentlich größere Abbildungsmaßstäbe erhalten als in Normalstellung.

## Besonderheiten

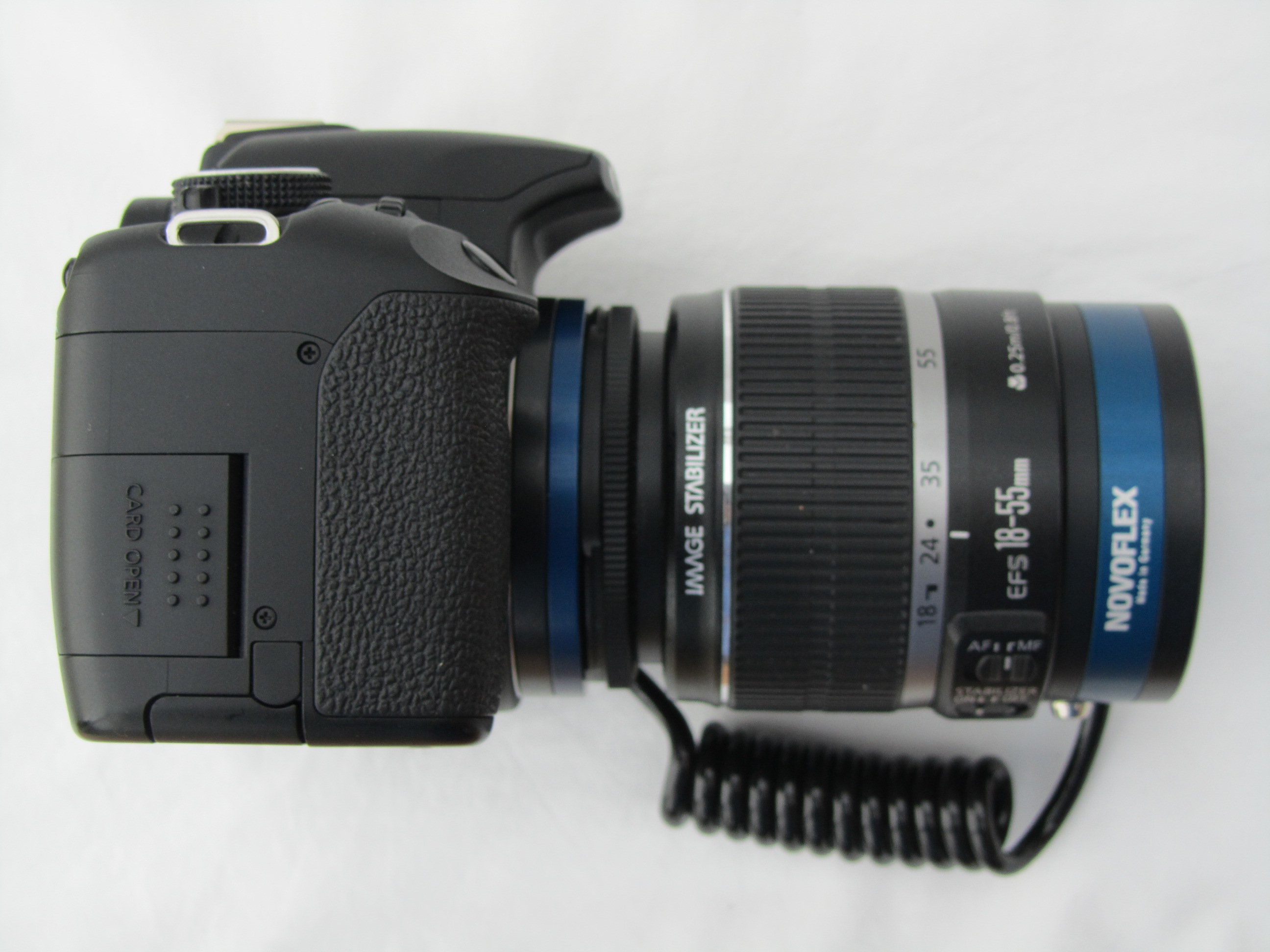
Retrostellung mit elektronischer Adapterlösung an DSLR

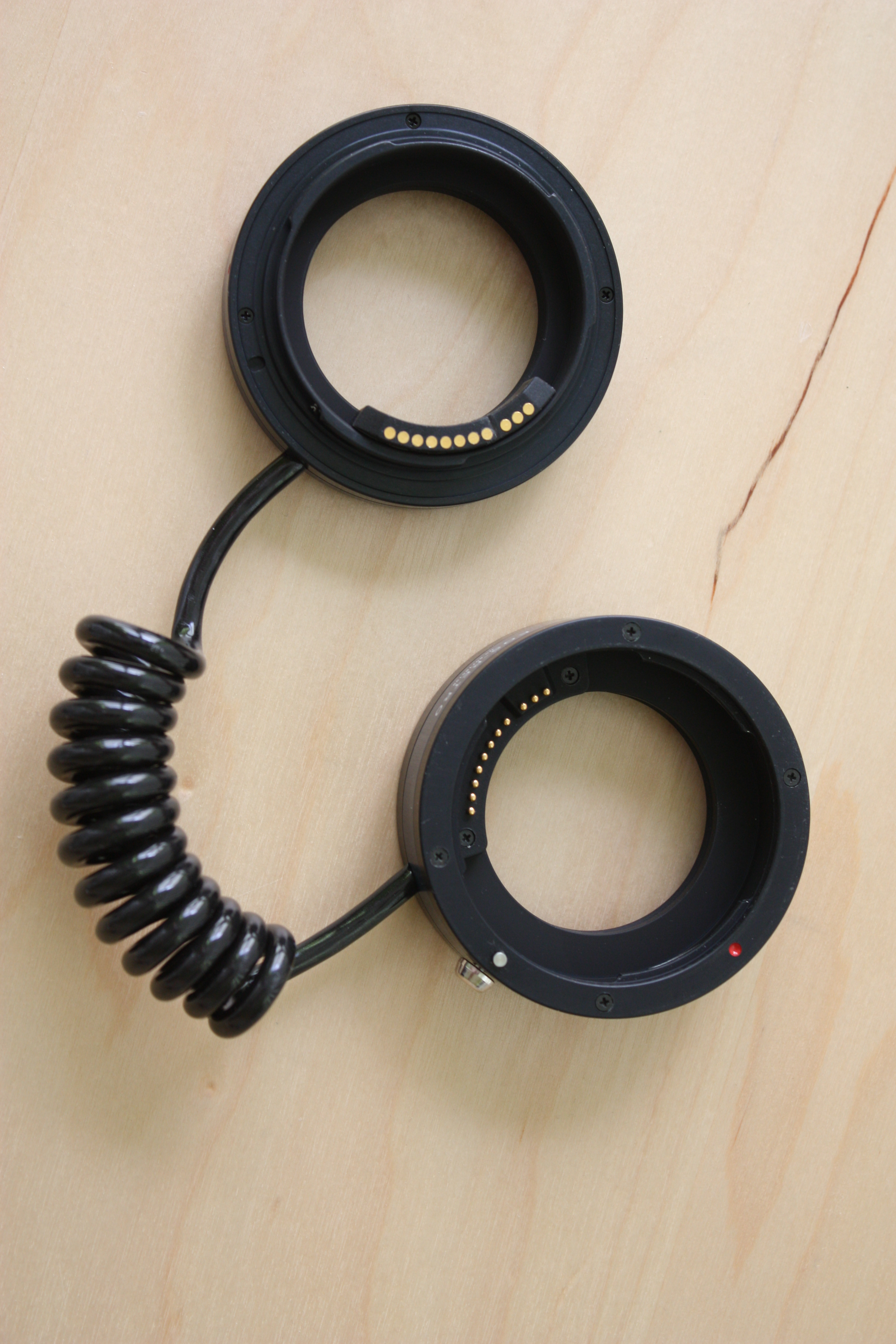
Umkehrring mit einem weiteren Adapterring

Ein Fixieren des Objektivs per Hand ist sehr umständlich. Bei Umkehrringen, die lediglich ein Befestigen des Objektivs an der Kamera erlauben, sind Autofokus und automatische Blendenfunktionen (Springblende) nicht möglich und die Belichtungszeit muss per Arbeitsblendenmessung bestimmt werden. Für Kamerasysteme, die alle Objektivfunktionen elektrisch übertragen, werden auch Adapterringe angeboten, mit denen die Elektrik per Kabel nach vorne an den Objektivanschluss geleitet wird. Damit sind auch Autofokus und Abblenden wie gewohnt möglich. Für andere Objektivsysteme gibt es besondere Ringe, die auf den frei stehenden Gehäuseanschluss des Objektivs gesetzt werden und die z. B. über einen speziellen „Doppeldrahtauslöser“ mechanisch die Springblendenfunktion auf das Objektiv übertragen.
Wegen der bei großen Abbildungsmaßstäben
- oftmals eingeschränkten Helligkeit (oft schattet das Objektiv selbst noch ab)
- und der im Nahbereich (und in der Gestaltung der Schärfentiefe) heiklen Fokussierung empfiehlt sich oft ein Aufbau von Kamera, Balgengerät, Retroring und Objektiv auf einem Stativ.